# (35623) 1998 KF7
1998 KF7 (asteroide 35623) é um corpo celeste do Cinturão de Asteroides, localizado entre Marte e Júpiter. Possui uma excentricidade de 0.07332690 e uma inclinação de 11.55331º.
Este asteroide foi descoberto no dia 23 de maio de 1998 por LONEOS em Anderson Mesa.